# Османский Крит
Остров Крит был частью Османской империи от турецко-венецианской войны 1645—1669 до создания в 1898 году автономного государства Крит. В 1864 году был образован вилайет Крит.

## Оттоманское завоевание
В ходе турецко-венецианской войны (1645—1669) Турция захватила у Венеции остров Крит. Большая часть острова была занята в первых годы войны, но столица Кандия оказывала сопротивление. В результате этого осада Кандии продлилась с 1648 до 1669 года. После этой войны Венеция сохранила три крепости: Суда, Грамвуса и Спиналонга, которые были захвачены Турцией в ходе турецко-венецианской войны 1714—1718.

## Устройство

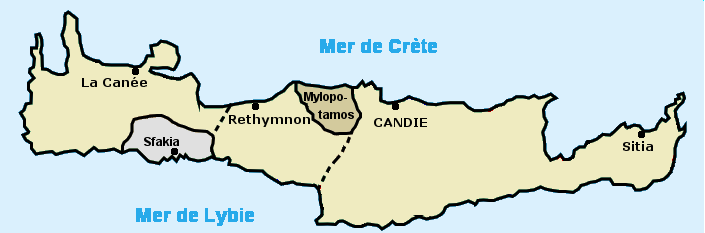
Крит с 1669 по 1827

После завоевания и до административной реформы 1864 года, остров Крит являлся эялетом Крит (тур. Eyalet-i Girit), и в результате реформ Танзимата с 1864 до 1898 года вилайетом Крит (тур. Girit Vilayeti)

## Религия
Постепенно, в результате политики налогового и других гражданских привилегий мусульманам, количество сторонников ислама возросло. С точки зрения современных исследователей их количество в начале 19 века составило 45 % от числа населения острова. Небольшое количество были криптохристианами. По османской переписи 1881 года, христиане составляли 76 % населения, а мусульмане (обычно именуемые «турками» независимо от языка, культуры, и родословной) только 24 %. Христиане составляли свыше 90 % населения в 19/23 районов острова Крит, а мусульмане преобладали (свыше 60 %) в трех крупных городах на северном побережье, и в Монофатси (англ. Monofatsi).

## Борьба за независимость
Греческая война за независимость началась в 1821 году, и жители Крита приняли в ней активное участие. Восстание христиан встретило жестокий отпор от турецких властей. Между 1821 и 1828 годами остров был сценой военных действий.
Поскольку у султана не было сильной армии, Махмуд II попросил помощи у своевольного вассала хедива Египта, Мухаммеда Али, сыну которого должен был достаться в управление остров. Хедив послал экспедицию на остров. Но великие державы (Великобритания, Россия и Франция) решили установить мир в регионе. В 1827 году в ходе Наваринского сражения турецко-египетский флот был разбит союзниками. Но в состав Греции в 1830 году остров не вошёл.
В 1832 году правителем острова стал наместник Египта албанец Мустафа Найли-паша (англ. Mustafa Naili Pasha), пытавшийся создать мультикультурное образование. По мнению западноевропейских наблюдателей, он был умеренным правителем. Женившись на дочери христианского священника, он позволил ей оставаться христианкой, чем вызвал недовольство мусульман Крита. В 1834 в Афинах была создана организация, стремившаяся объединить Крит с Грецией.
В 1840 году Египет был вынужден возвратить Крит Османской империи. Мустафа Найли-паша пытался стать полуавтономным правителем, но христиане Крита начали борьбу и с ним, и с турками. Англо-турецкие войска восстановили контроль Стамбула над Критом. Мустафа Найли-паша был подтверждён как правитель острова, под турецким контролем. В 1851 году он был вызван к Стамбул, где был назначен на другую должность.
Христиане Крита многократно восставали против Османской империи. В результате восстаний в 1841 и 1858 годах они получили ряд уступок: право служить в армии, равенство христианского и мусульманского вероисповедания, и учреждение христианских советов старейшин. Несмотря на эти уступки, христиане Крита стремились к союзу с Грецией, и напряжённые отношения между христианскими и мусульманскими сообществами возрастали. Это привело в 1866 году к Критскому восстанию.
Восстание длилось три года. Оно получило поддержку от добровольцев из Греции и других европейских стран, где ему симпатизировали. Несмотря на ранние успехи восставших, к началу 1869 года остров был снова под османским контролем. Но христиане Крита получили возможность влиять на местную администрацию
Во время Берлинского конгресса 1878 года вспыхнуло восстание, которое было подавлено благодаря вмешательству британцев. Кроме того, был принят Халепский пакт, по которому Крит стал автономным парламентским государством под протекторатом Османской империи. Его правитель назначался султаном, но должен был быть христианином. Многие «христианские паши», включая Фотиад-пашу (англ. Photiades Pasha) и Костис Аддосдис Пашу (англ. Kostis Adosidis Pasha) управляли островом в 1880-е годы, осуществляя контроль над парламентом, в котором за власть боролись либералы и консерваторы. Споры между этими двумя партиями привели к дальнейшему мятежу 1889 года. В ответ султан ввёл военное положение и послал войска. Халепский пакт был нарушен, и это привело в 1895 году к новому восстанию, охватившему в 1896—1897 году весь остров.
Греция отправила войска на остров, и началась греко-турецкая война 1897 года. Греция потерпела тяжёлое поражение. Великие державы вынудили греческую армию покинуть остров, но турецкие войска также были вынуждены его покинуть. В 1898 году было создано автономное Критское государство.